# جيل تالي
جيل تالي (بالإنجليزية: Jill Talley) مواليد (19 ديسمبر، 1962) مُمثلة أمريكية. إشتهر بأدائها صوت شخصية كارين في مسلسل الرسوم المتحركة سبونج بوب. ودورها في البرنامج الكوميدي مستر شو وذ بوب أند ديفيد على قناة «HBO».

## حياتها الشخصية
ولدت تالي في مدينة شيكاغو، الينوي، التقت زوجها توم كيني في 1992 عندما كانوا يعملون معاً، ولديهما إبنان ماك (مواليد 1997) ونورة (مواليد 2003).

## أبرز أعمالها
- 1998-1995: مستر شو وذ بوب أند ديفيد
- 1999-الآن: سبونج بوب
- 2003: الغبي والأغبى: عندما التقى هاري بلويد
- 2004: فيلم سبونج بوب سكوير بانتس
- 12-2005: أمريكان داد!
- 2015: مع بوب وديفيد
- 2016: منزل لاود

## وصلات خارجية
- جيل تالي على موقع IMDb (الإنجليزية)
- جيل تالي على موقع قاعدة بيانات الأفلام العربية
- جيل تالي على موقع ألو سيني (الفرنسية)
- جيل تالي على موقع أول موفي (الإنجليزية)
- جيل تالي على موقع قاعدة بيانات الأفلام السويدية (السويدية)
- جيل تالي على موقع إن إن دي بي (الإنجليزية)
- جيل تالي على موقع قاعدة بيانات الفيلم (الإنجليزية)
- جيل تالي على موقع كينوبويسك (الروسية)